# یورکلین (پنسیلوانیا)
یورکلین (به انگلیسی: Yorklyn) یک منطقهٔ مسکونی در ایالات متحده آمریکا است که در شهرستان یورک، پنسیلوانیا واقع شده‌است. یورکلین ۱٫۲ کیلومتر مربع مساحت و ۱٬۹۱۲ نفر جمعیت دارد.